# David Durmaz
David Durmaz (* 21. Dezember 1981) ist ein schwedischer Fußballspieler assyrischer Abstammung. Der Abwehrspieler hat über hundert Spiele in Schwedens Profiligen Allsvenskan und Superettan bestritten. Durmaz besitzt auf Grund der Herkunft seiner Familie aus der Türkei neben der schwedischen auch die türkische Staatsangehörigkeit.

## Karriere
Durmaz begann mit dem Fußballspielen bei FF Södertälje und Syrianska SK, ehe er als 17-Jähriger zu Assyriska Föreningen ging.  2001 debütierte er für den Klub im schwedischen Profifußball. Im  vierten Jahr in der zweiten Liga gelang dank des Lizenzentzuges von Örebro SK trotz der gegen Örgryte IS verlorenen Relegationsspiele der Aufstieg in die Allsvenskan. Dort gehörte der linke Außenverteidiger zu den Stammspielern, konnte jedoch den direkten Wiederabstieg nicht verhindern. Nachdem er in der Spielzeit 2006 ein weiteres Jahr regelmäßig für den Klub in der zweiten Liga zum Einsatz gekommen war, lagen ihm etliche Angebote höherklassiger und internationaler Vereine vor. Er entschied sich gegen Angebote von Klubs wie Ham-Kam aus Norwegen oder Thrasyvoulos aus Griechenland und wechselte zu GAIS in die Allsvenskan.
Durmaz lief in zwei Spielzeiten unregelmäßig für GAIS in der Allsvenskan auf. Nach Ende der Laufzeit seines Zwei-Jahres-Kontraktes im Dezember 2008 verließ er die Grün-Schwarzen und wechselte ablösefrei innerhalb der Allsvenskan zu Malmö FF. Beim Klub aus Schonen unterschrieb er einen Drei-Jahres-Vertrag. Dort kam er jedoch nur zu einem Saisoneinsatz, da Trainer Roland Nilsson auf Ricardinho und Ulrich Vinzents als Außenverteidiger setzte. Daher verließ er im Sommer den Verein vorzeitig und unterschrieb einen Drei-Jahres-Kontrakt beim türkischen Klub Denizlispor.
Der türkische Klub bezahlte die vereinbarte Ablösesumme nicht, so dass Durmaz zunächst vereinslos war und im Winter nach Schweden zurückkehrte, um bei mehreren Vereinen vorzuspielen. Letztlich entschied er sich für ein Engagement bei Ljungskile SK in der Superettan. Hier stand er über weite Strecken der Spielzeit in der Startformation und platzierte sich mit der Mannschaft im vorderen Mittelfeld. Nach Ende der Saison verließ er jedoch den Klub und schloss sich dem Syrianska FC an, der in die Allsvenskan aufgestiegen war. Mit dem Klub belegte er in der Spielzeit 2011 den Relegationsplatz, die Mannschaft um Sharbel Touma, Peter Ijeh, Johan Arneng und Suleyman Sleyman setzte sich jedoch gegen Ängelholms FF durch. dennoch verließ er nach einer Spielzeit den Klub und kehrte zu Assyriska Föreningen zurück. Im Januar 2012 unterzeichnete er einen Drei-Jahres-Kontrakt.